# Babicze (obwód brzeski)
Babicze (biał. Бабічы, Babiczy; ros. Бабичи, Babiczi) – wieś na Białorusi, w obwodzie brzeskim, w rejonie kamienieckim, w sielsowiecie Wojska, nad Leśną.

## Historia
W XIX i w początkach XX w. położone były w Rosji, w guberni grodzieńskiej, w powiecie brzeskim, w gminie Ratajczyce.
W dwudziestoleciu międzywojennym leżały w Polsce, w województwie poleskim, w powiecie brzeskim, w gminie Ratajczyce. W 1921 miejscowość liczyła 112 mieszkańców, zamieszkałych w 16 budynkach, wyłącznie Polaków wyznania prawosławnego. Na mapach z tego okresu oznaczana także jako Baranki Małe.
Po II wojnie światowej w granicach Związku Sowieckiego. Od 1991 w niepodległej Białorusi.